# Broken Arrow (plaats)
Broken Arrow is een plaats (city) in de Amerikaanse staat Oklahoma, en valt bestuurlijk gezien onder Tulsa County en Wagoner County.

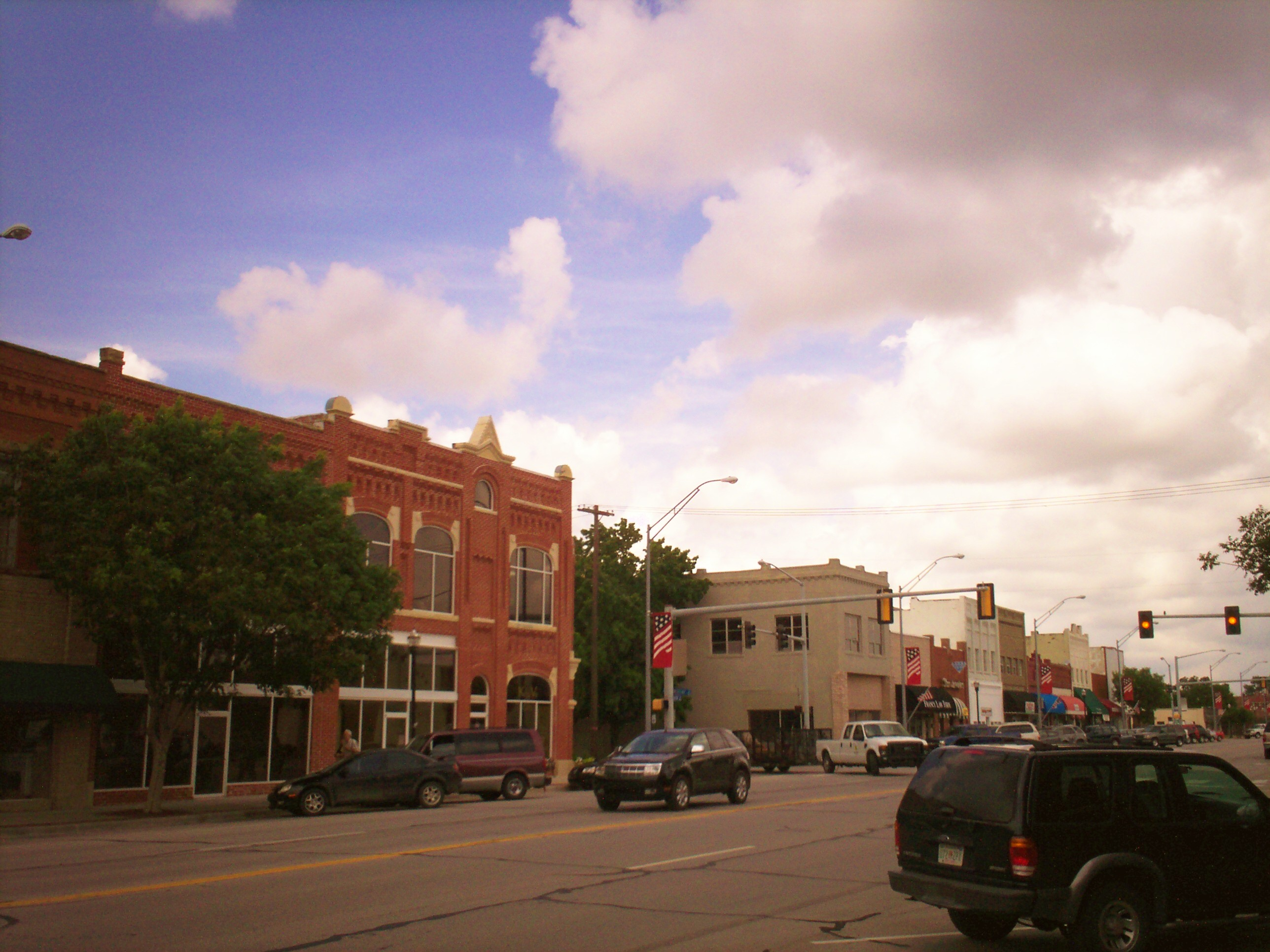
Hoofdstraat

## Demografie
Bij de volkstelling in 2000 werd het aantal inwoners vastgesteld op 74.859.
In 2006 is het aantal inwoners door het United States Census Bureau geschat op 88.314, een stijging van 13455 (18,0%).

## Geografie
Volgens het United States Census Bureau beslaat de plaats een oppervlakte van
118,1 km², waarvan 116,5 km² land en 1,6 km² water. Broken Arrow ligt op ongeveer 230 meter boven zeeniveau.

## Plaatsen in de nabije omgeving
De onderstaande figuur toont nabijgelegen plaatsen in een straal van 20 km rond Broken Arrow.

## Geboren
- Kristin Chenoweth (1968), actrice en zangeres